# NGC 3886
NGC 3886是一个位于狮子座的透鏡狀星系，距离地球2.8亿光年，1864年5月9日由海因里希·路易·达雷发现，属于獅子座星系團。